# Мала Розбійнича
Мала Розбі́йнича (рос. Малая Разбойничья) — річка в Республіці Комі, Росія, права притока річки Печора. Протікає територією Троїцько-Печорського району.
Річка бере початок на південно-західному краю болота Ічет-Розбійниче-Нюр, протікає на південний захід, північний захід, північ та північний захід. У лівій долині середньої течії знаходиться болото Сюзьйольнюр, у правій долині нижньої течії — болото Малькойольнюр.
Притоки:
- права — Розбійнича (Розбійничий-Єль)